# دهيونة (رونيز)
دهيونة (بالفارسية: دهویه) هي منطقة سكنية تقع في فارس في إيران. يقدر عدد سكانها بـ 604 نسمة .